# Hendrik Heyman
Henri Constantin Joseph (Hendrik) Heyman (Sint-Niklaas, 22 mei 1879 - Gent, 4 april 1958) was een Belgische syndicalist en politicus voor het Katholiek Verbond van België en diens opvolger de CVP.

## Levensloop
Heyman was de zoon van een schoenmaker en behaalde een diploma van onderwijzer aan de Bisschoppelijke Normaalschool te Sint-Niklaas. Vervolgens was hij van 1898 tot 1910 werkzaam als leraar, onder andere in het Bisschoppelijk college te Dendermonde. In deze periode was hij aangesloten bij het Christelijk Onderwijzersverbond (COV).
Omstreeks 1905 werd hij door pater Georges Rutten aangesteld tot deeltijds propagandist in dienst van het Algemeen Secretariaat der Christelijke Beroepsverenigingen van België, waarvan hij in 1910 adjunct-secretaris werd. Bij de omvorming van deze organisatie in het Algemeen Christen Vakverbond (ACV) in 1912 werd hij ondervoorzitter en vervolgens in 1914 voorzitter van deze organisatie, een functie die hij uitoefende tot 1919.
Tijdens de Eerste Wereldoorlog werd Heyman gemobiliseerd. Vanaf maart 1915 kreeg hij administratieve opdrachten achter het IJzerfront. In 1917 stichtte hij in Le Havre een nationaal secretariaat van de christelijke arbeidersbeweging en werd hij ook kabinetsmedewerker van minister Prosper Poullet. Ook was hij actief als publicist en pleitte hij in februari 1918 voor gescheiden Vlaamse en Waalse legereenheden.
Na de oorlog werd Heyman in 1919 tot lid van de Kamer van volksvertegenwoordigers verkozen in het arrondissement Sint-Niklaas, een functie die hij uitoefende tot aan zijn dood in 1958. Hij diende hierdoor ontslag te nemen als ACV-voorzitter. Later werd hij voorzitter van het Algemeen Christelijk Werknemersverbond (ACW), wat hij was van 1923 tot 1927 en van 1932 tot 1946. Met het ACW nam hij in 1921 het initiatief tot de oprichting van het Katholiek Verbond van België, waarvan hij van 1923 tot 1925 de voorzitter was. In het parlement was hij vooral actief op het gebied van sociale wetgeving en tevens voorzitter van de Democratische Kamergroep. Daarnaast was hij van 1925 tot 1927 quaestor en van 1946 tot 1958 ondervoorzitter van de Kamer.
Van 1921 tot aan zijn dood was hij eveneens gemeenteraadslid van de stad Sint-Niklaas. Aldaar was hij van 1921 tot 1928 ook schepen en van 1933 tot 1946 burgemeester. Zijn burgemeesterschap werd tijdens de bezetting onderbroken, toen Emiel Van Haver van 1940 tot 1944 oorlogsburgemeester was.
Van 22 november 1927 tot 17 december 1932 was hij minister van Nijverheid, Arbeid en Sociale Voorzorg in de regeringen Jaspar II, Jaspar III, Renkin I, Renkin II en De Broqueville III. In deze functie voerde hij een belangrijke uitbreiding van de sociale zekerheid uit, werkte hij aan de uitbouw van het technisch onderwijs en vernederlandste hij de Hogere Nijverheidsschool in Gent. In de ministerraad was hij de hardnekkige leider van de Vlaamse katholieken inzake taalwetgeving. Zo was hij de drijvende kracht achter de invoering van eentalige legereenheden, amnestie voor activisten en de volledige vernederlandsing van de Rijksuniversiteit Gent, de overheidsadministraties, het lager en het middelbaar onderwijs.
Van 1956 tot aan zijn dood in 1958 ten slotte was hij voorzitter van de Kristelijke Beweging voor Gepensioneerden (KBG).
Hij trouwde 10 september 1907 in Sint-Niklaas met Maria Louisa Joanna Van Puyvelde, nicht van Leo Van Puyvelde.
Hij werd bijgezet op het kerkhof van Tereken, in Sint-Niklaas.

## Eerbetoon
Op 3 september 1945 werd Heyman benoemd tot Minister van Staat. Daarnaast is er in zijn geboortestad een plein naar hem vernoemd, met name het Hendrik Heymanplein.

## Publicaties
- De fransche omwenteling en onze godsdienst, Sint-Niklaas, (1899)
- Betrekkingen tusschen de christene sociale en katholieke werken en de vakvereenigingen, Aalst (1911)
- Grepen in het sociaal leven. Een reeks sociale studiën, Brugge, (1914)
- Oorlogspoëzie verschenen in 1914 en 1915 en onuitgegevengedichten (1916)[6]